# Robert Overmyer
Robert Franklyn Overmyer (Lorain, 14 luglio 1936 – Duluth, 22 marzo 1996) è stato un astronauta statunitense. Partecipò alle missioni spaziali Shuttle STS-5 e STS-51-B, una come pilota e una come comandante. 

## Biografia

### Formazione
Fino al 1954 seguì l'istruzione di secondo grado presso la High School di Westlake in Ohio. Nel 1958 conseguì il titolo di bachelor in fisica presso il Baldwin Wallace College. Nel 1964 fece il master in aeronautica con specializzazione di ingegneria aeronautica presso l'apposito istituto di specializzazione della marina degli Stati Uniti, la U.S. Naval Postgraduate.
Overmyer fu pluridecorato con onorificenze nazionali ed internazionali sia nel campo militare che in quello civile.

### Prime esperienze
Overmyer si arruolò presso la marina militare americana a gennaio del 1958. Dopo aver concluso l'addestramento da combattimento della marina a Kingsville in Texas, a novembre del 1959 venne assegnato allo squadrone d'attacco n. 214 (Marine Attack Squadron 214). Successivamente, nel 1962, venne trasferito all'istituto di specializzazione della marina militare americana, la Naval Postgraduate School, per studiare ingegneria aeronautica. Terminati gli studi, prestò servizio per un anno con il Marine Maintenance Squadron n. 17 stazionato a Iwakuni in Giappone. Venne nuovamente trasferito al termine di quest'esperienza, passando alla scuola di piloti di collaudo dell'aeronautica militare americana, la Air Force Test Pilots School dell'Edwards Air Force Base in California. A giugno del 1966 Overmyer venne scelto come uno dei cinque astronauti del secondo gruppo scelto dall'Air Force per il programma per il Manned Orbiting Laboratory (MOL). Tale programma venne sospeso e cancellato definitivamente nel 1969. Il colonnello Overmyer ha raggiunto più di 7.500 ore di volo, di cui più di 6.000 in aerei jet.

### Esperienze alla NASA
Nel 1969, al termine del programma MOL, mai realizzato nella forma prevista, Overmyer fu uno dei sette astronauti partecipanti al programma che passarono alla NASA, in quanto di età inferiore ai 35 anni (requisito indispensabile richiesto dalla NASA). Va notato che il secondo gruppo passò in blocco alla NASA, mentre sia per il primo che per il terzo gruppo solo un pilota poté sperare in un successivo volo nello spazio. Il suo primo incarico ufficiale fu la collaborazione allo sviluppo di strumenti per il programma della stazione spaziale Skylab, che lo impegnò fino al novembre del 1971. Da tale data fino al dicembre del 1972 fece parte degli equipaggi di supporto per le missioni Apollo 16 e Apollo 17, assumendo fra l'altro il ruolo di Capcom, in particolare durante la delicata fase di lancio dell'Apollo 17. Dal gennaio del 1973 fino al luglio del 1975 fece parte dell'equipaggio di supporto per la missione del programma test Apollo-Sojuz. In questa occasione venne incaricato del ruolo di Capcom della NASA da svolgere dal centro di controllo di volo di Mosca. Nel 1976 gli vennero assegnate delle responsabilità per l'apposito programma per il collaudo del rientro ed atterraggio dello Space Shuttle, il famoso Space Shuttle Approach and Landing Test (ALT) Program. In tale incarico fu il primo pilota del T-38 per i voli liberi n. 1 e 3 dell'Orbiter. Nel 1979 venne nominato responsabile per lo sviluppo del veicolo spaziale OV-102 (diventato lo Space Shuttle Columbia), con l'incarico di finire tale Orbiter e portarlo al Kennedy Space Center per essere preparato per il primo impegno in una missione nello spazio. Tale incarico lo impegnò fino al 1980, quando il Columbia venne finalmente trasportato alla rampa di lancio.
Overmyer fu il pilota della missione STS-5, la prima di completa operatività dello Shuttle Transportation System, lanciata dal Kennedy Space Center l'11 novembre 1982. Fu accompagnato dal comandante Vance Brand e dai due specialisti di missione, il dott. Joseph P. Allen ed il dott. William Lenoir. STS-5, la prima missione in assoluto equipaggiata con quattro astronauti, fu la dimostrazione dell'operatività dello Shuttle, in quanto si riuscì a posizionare i primi due satelliti artificiali per comunicazioni commerciali, estraendoli dall'apposita baia di carico dello Shuttle e facendo per la prima volta uso del Payload Assist Module (PAM-D) e del relativo sistema di estrazione. I satelliti artificiali erano stati posizionati per due imprese private, la Satellite Business Systems Corporation di McLean in Virginia e la TELESAT di Ottawa in Canada. Durante la missione vennero inoltre posizionati diversi strumenti ed eseguiti vari test di volo, per l'ultima volta mediante l'ausilio di appositi strumenti chiamati Development Flight Instrumentation package. Il 16 novembre l'equipaggio del STS-5 concluse il volo orbitale di cinque giorni del Columbia mediante un atterraggio perfetto attraverso fittissime nubi, portando a terra il veicolo spaziale sulla pista numero 22 dell'Edwards Air Force Base in California. La missione ebbe una durata totale di 122 ore.
Overmyer fu comandante della missione STS-51-B, la missione dello Spacelab-3 (SL-3). L'equipaggio, composto da quattro astronauti e da due specialisti del carico di bordo, condusse una serie di esperimenti riferentesi particolarmente alla fisica dello spazio e delle reazioni fisiche all'assenza di forza di gravità su animali (due scimmie e 24 roditori completarono infatti l'equipaggio). La missione 51-B fu inoltre il primo volo dello Shuttle che lanciò un modesto carico dal contenitore Getaway Special dello Shuttle stesso. Il volo era stato lanciato il 29 aprile 1985 dal Kennedy Space Center in Florida ed atterrò il 6 maggio 1985 presso la Edwards Air Force Base in California. Completò 110 orbite terrestri su di una traiettoria di 411 chilometri di altezza.
Il colonnello Overmyer si è ritirato dalla NASA e congedato dai corpi della marina militare a maggio del 1986.

## Vita privata
Nacque il 14 luglio 1936 a Lorain (Ohio) e crebbe a Westlake (Ohio). Durante il suo tempo libero si dedicava in  particolare allo sci alpino, allo sci nautico, al canottaggio, al volo acrobatico su aerei biposto aperti, all'allenamento di squadre di baseball ed alla corsa. È deceduto il 22 marzo 1996 precipitando con un aereo leggero che stava testando. Lascia la moglie Katherine e tre figli. La salma è stata sepolta nel Cimitero nazionale di Arlington, Virginia.